# Barwa czerwona

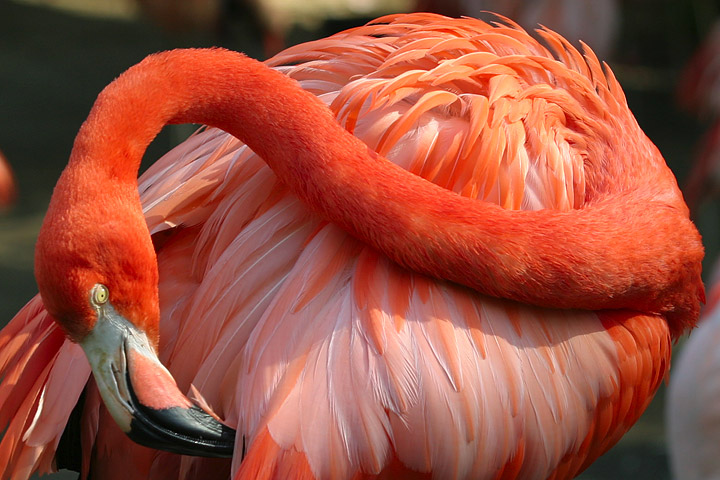
Czerwonak

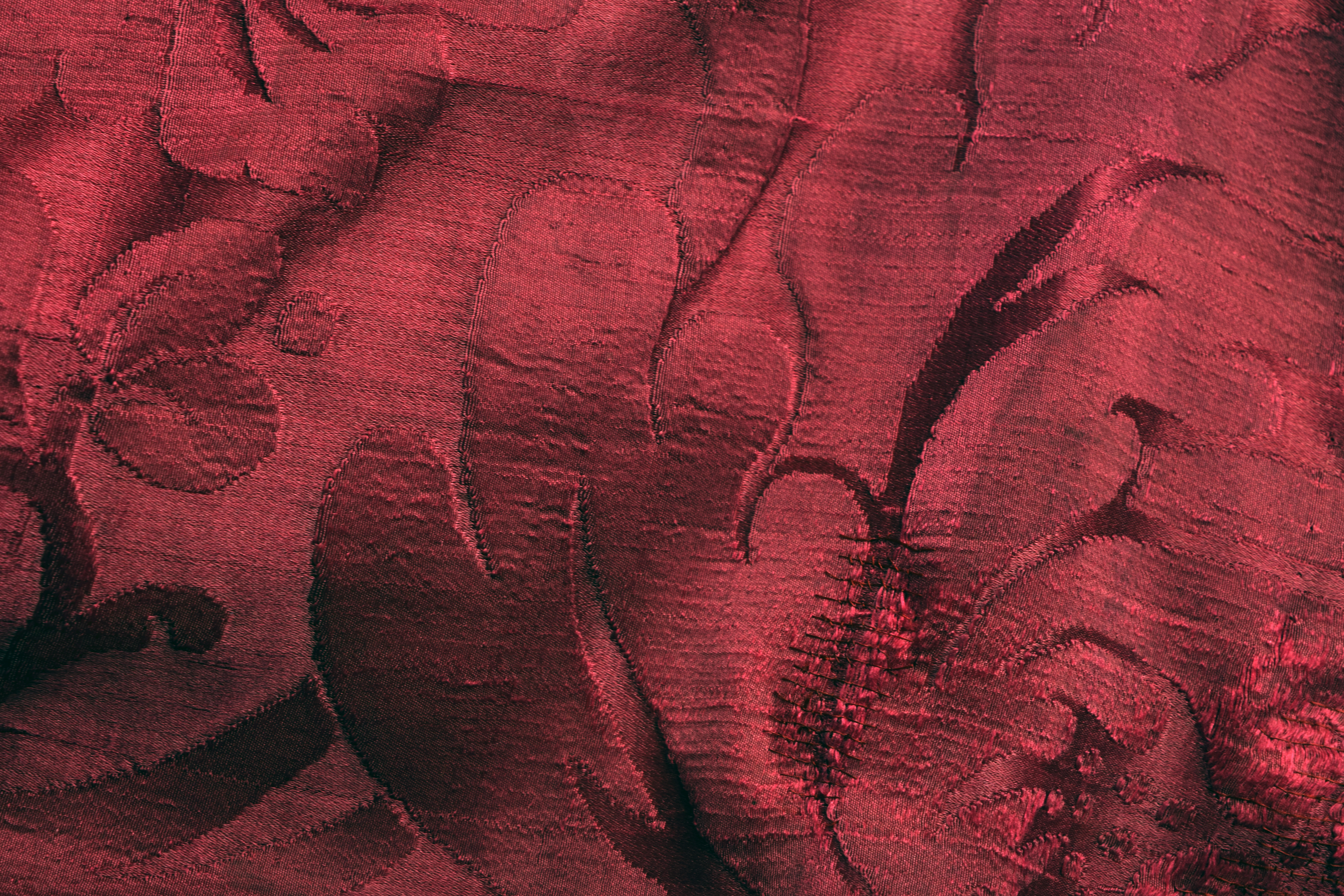
Czerwona tkanina w XIX-wiecznej spódnicy podhalańskiej.

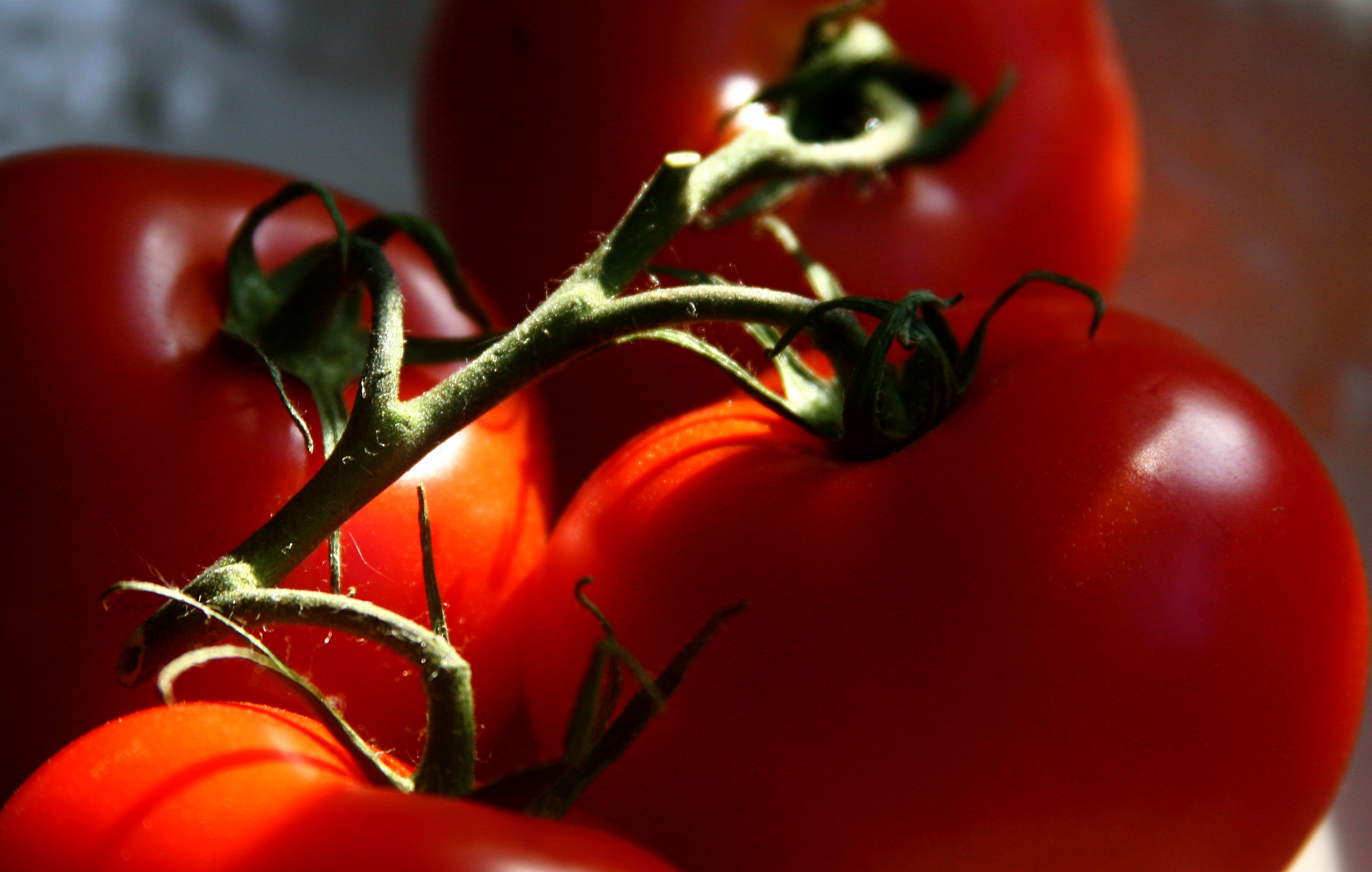
Pomidor

Barwa czerwona (czerwień) – jedna z addytywnych barw podstawowych. Na kole barw dopełnia barwę cyjanową.
Niegdyś była uważana za jedną z barw podstawowych w metodzie subtraktywnej i stosowana w poligrafii jako jedna z podstawowych barw farb drukowych, obecnie w tej metodzie jest barwą czystą składającą się z żółtego i magenty. W palecie RGB używanej w telewizorach i monitorach komputerowych czerwony jest jednym z trzech kanałów (oznaczonym literą R).
Zakres światła czerwonego ma długość fali od ok. 630 do ok. 780 nm i stanowi przedział najniższych częstotliwości rozpoznawalnych przez ludzkie oko. Promieniowanie o długości fali powyżej tego zakresu jest dla człowieka niewidzialne, a rozpoczyna się zakresem fal podczerwonych. 

## Nazwa
Nazwa koloru czerwonego w języku polskim pochodzi od nazwy czerw, określającej larwę owada zwanego czerwcem polskim, z którego uzyskiwano koszenilę służącą do barwienia tkanin na kolor czerwony.

## Historia i symbolika

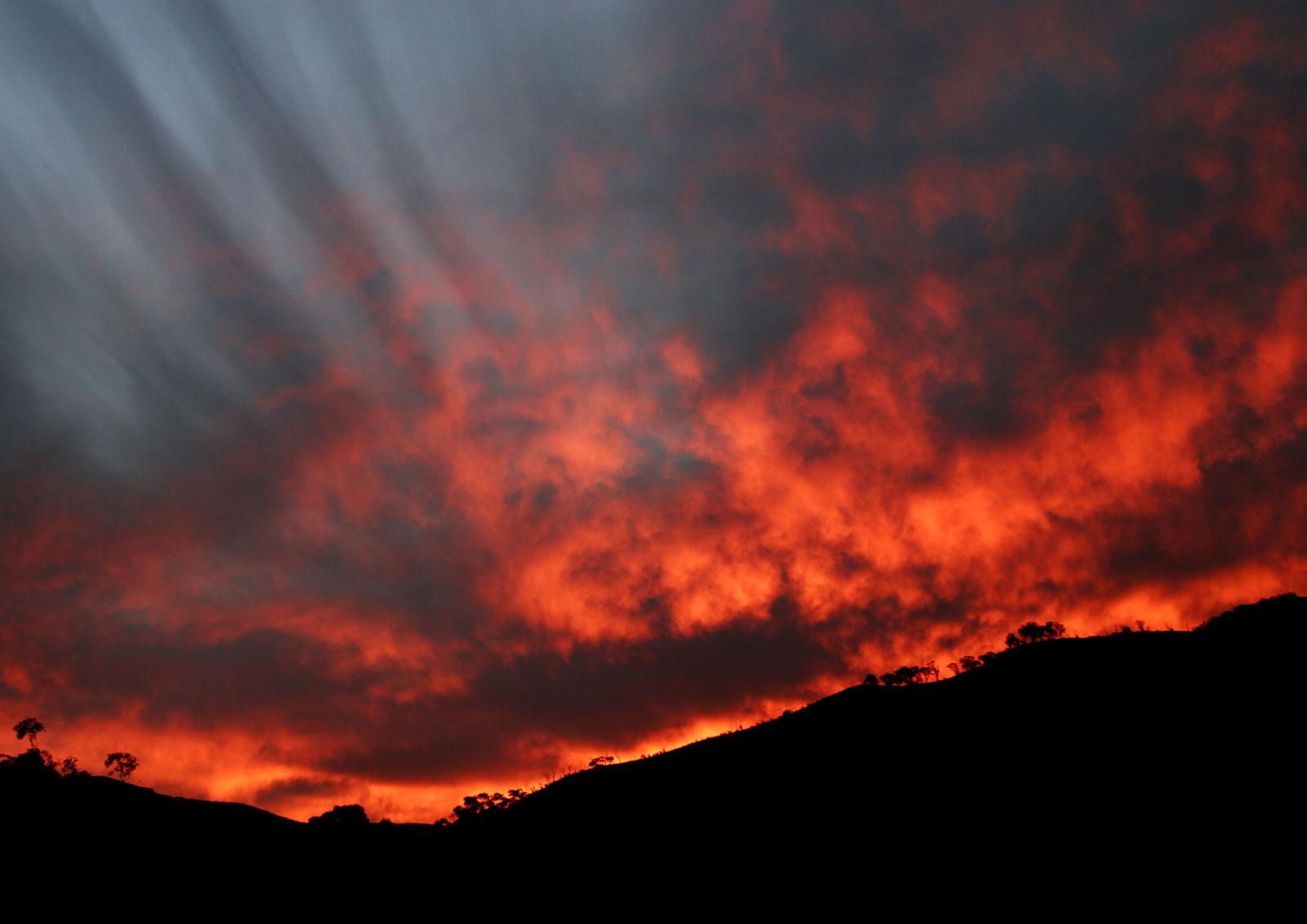
Zachód Słońca

Czerwień w niektórych językach jest synonimem słowa „kolorowy”, zaś w innych słowa „piękny”.
Barwa czerwona w Chinach jest kolorem szczęścia, powodzenia i miłości, na ślubie panny młode zakładają tam czerwone suknie, zaś w południowej Afryce stanowi kolor żałoby.
Pozytywne konotacje czerwieni to te kojarzone z miłością (czerwona róża, czerwone serduszka walentynkowe) i pasją (gorące uczucia – płomień). Czerwień symbolizuje też siły witalne, życie i piękno. Z ogromnej ilości symbolizowanych przez nią cech, do najważniejszych należą: ekstrawertyzm, odwaga, antydepresyjność, asertywność, determinacja, przyjazność, ciepło i wrażliwość. Jest kojarzona z organizacjami charytatywnymi, pomocą medyczną (czerwony krzyż) i organizacjami lewicowymi, a w krajach Europy Wschodniej i Środkowej również z komunizmem.
To także symbol rewolucji. Kolor czerwony użyty w odpowiednim kontekście może kojarzyć się z wojną, rewolucją, śmiercią, walką.

## Wpływ na człowieka
Z badań wynika jednoznacznie, że czerwień jest najsilniej stymulującym ludzką psychikę kolorem. Nie należy malować pomieszczeń na czystą czerwień, dużo lepiej sprawdzają się odcienie stonowane, przyciemnione, bądź pastelowe.
Czerwony jest kolorem dynamicznym i przykuwającym uwagę, pasuje do pomieszczeń, w których panuje duży ruch, jak na przykład korytarz, pokój do ćwiczeń czy kuchnia.
Czerwień ze względu na silny ładunek emocjonalny jest bardzo często używana w reklamie. Najczęściej wykorzystuje się tu fakt, że barwa ta wyróżnia się spośród innych i przykuwa uwagę. Warto zauważyć, że promocje, czy „okazje” są często zaznaczane na czerwono.

## Dodatkowe wiadomości

### W kulturze
W Japonii kolor czerwony jest symbolem i atrybutem bohaterstwa.
W Chinach i w Feng shui, czerwień jest symbolem mocy, bogactwa, szczęścia, pomyślności.
W koncepcji Yin i yang, czerwień jest symbolem Yang, czyli siły, ciepła, gęstości, jasności, energii.
W hinduizmie czerwień jest kolorem czakry korzenia. Symbolizuje pewność siebie, dobre funkcjonowanie w codzienności, rozwój osobowości, lecz zarazem lęk i zachłanność.

### Powiedzenia związane z czerwienią
- być czerwonym ze złości
- zaczerwienić się ze wstydu
- czerwony jak burak
- ang. to be caught red handed (być złapanym na gorącym uczynku)

### Farby czerwone i purpurowe w malarstwie
- caput mortuum
- cynober antymonowy
- cynober naturalny
- karmin, lazur karminowy
- karmin czerwcowy, lazur polski
- purpura
- smocza krew
- szkarłat

### Niektóre minerały o kolorze czerwonym
- rubin
- granat
- pirop

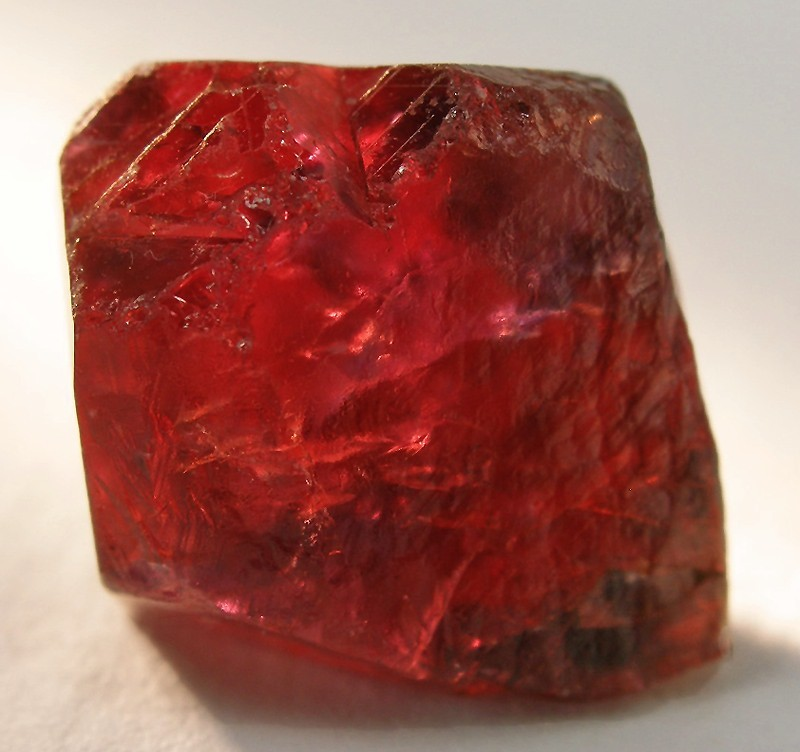
Rubin

- spinel (w zależności od domieszek)
- krwawnik
- jaspis
- hematyt